# NGC 3925
NGC 3925 este o galaxie lenticulară situată în constelația Leul. A fost descoperită în 19 februarie 1863 de către Heinrich Louis d'Arrest. Se află la o distanță de 116,16 megaparseci de Pământ.